# Liste der Kulturdenkmäler in Manubach
In der Liste der Kulturdenkmäler in Manubach sind alle Kulturdenkmäler der rheinland-pfälzischen Ortsgemeinde Manubach aufgeführt. Grundlage ist die Denkmalliste des Landes Rheinland-Pfalz (Stand: 3. April 2024).

## Denkmalzonen
| Bezeichnung          | Lage | Baujahr                              | Beschreibung | Bild            |
| -------------------- | --- | ------------------------------------ | --- | --------------- |
| Denkmalzone Ortskern | Auf der Schadenbach 1–11 (ungerade Nummern), 2 und 6, Rheingoldstraße 64–74 (gerade Nummern) und 73–85 (ungerade Nummern) Lage | 17. Jahrhunderts bis 19. Jahrhundert | Gründungskern der Gemeinde mit im Kern spätromanischer Kirche, barockem Pfarrhaus und klassizistischer Schule, Dorfgasthaus mit Saalbau und ehemaligem Zehnthof; Fachwerkbauten des frühen 17. Jahrhunderts bis ins spätere 19. Jahrhundert einschließlich Kriegerdenkmal 1914/18 | Fotos hochladen |

## Einzeldenkmäler
| Bezeichnung                    | Lage                              | Baujahr                              | Beschreibung | Bild            |
| ------------------------------ | --------------------------------- | ------------------------------------ | --- | --------------- |
| Evangelische Kirche St. Oswald | Auf der Schadenbach Lage          | zweites Viertel des 13. Jahrhunderts | im Kern spätromanischer Saalbau, zweites Viertel des 13. Jahrhunderts, barocke Erweiterung im 18. Jahrhundert; ortsbildprägend                        | Fotos hochladen |
| Evangelisches Pfarrhaus        | Auf der Schadenbach 2 Lage        | 1782                                 | ehemaliges evangelisches Pfarrhaus, heute W. O. von Horn-Museum; spätbarockes Fachwerkhaus, 1782, im Kern eventuell älter                             | Fotos hochladen |
| Wohnhaus                       | Auf der Schadenbach 3 Lage        | 1613                                 | reiches Renaissance-Fachwerkhaus, bezeichnet 1613 | Fotos hochladen |
| Wohnhaus                       | Auf der Schadenbach 5 Lage        | frühes 17. Jahrhundert               | stattliches Fachwerkhaus, wohl aus dem frühen 17. Jahrhundert                                                                                         | Fotos hochladen |
| Wohnhaus                       | Auf der Schadenbach 6 Lage        | Ende des 18. Jahrhunderts            | spätbarockes Fachwerkhaus, Mansarddach, gegen Ende des 18. Jahrhunderts                                                                               | Fotos hochladen |
| Wohnhaus                       | Auf der Schadenbach 7 Lage        | um 1700                              | barockes Fachwerkhaus, wohl um 1700 | BW              |
| Hofanlage                      | Auf der Schadenbach 9 Lage        | späteres 18. Jahrhundert             | spätbarockes Fachwerkhaus, späteres 18. Jahrhundert; Stall und Wirtschaftsgebäude                                                                     | BW              |
| Wohnhaus                       | Rheingoldstraße 62 Lage           | 1826                                 | nachbarockes Fachwerkhaus, Mansarddach, angeblich von 1826; straßenbildprägend                                                                        | BW              |
| Zehnthof                       | Rheingoldstraße 64 Lage           | frühes 18. Jahrhundert               | ehemaliger Zehnthof; barockes Fachwerkhaus, teilweise massiv, wohl aus dem frühen 18. Jahrhundert; straßenbildprägend                                 | BW              |
| Gasthaus Otto                  | Rheingoldstraße 66/68 Lage        | 18. Jahrhundert                      | ehemaliges „Gasthaus Otto“ mit Tanzsaal; Fachwerkhaus, 18. Jahrhundert, Fachwerkanbau über Torfahrt, 1828                                             | Fotos hochladen |
| Evangelisches Schulhaus        | Rheingoldstraße 70 Lage           | 1830/31                              | ehemaliges evangelisches Schulhaus; spätklassizistischer Putzbau, 1830/31, Mansardwalmdach 1925/26, Architekt Gottlieb Bernhard, St. Goar             | Fotos hochladen |
| Haustür                        | Rheingoldstraße, an Nr. 74 Lage   | zweite Hälfte des 19. Jahrhunderts   | Haustür mit Oberlicht, spätklassizistisch, zweite Hälfte des 19. Jahrhunderts                                                                         | BW              |
| Wohnhaus                       | Rheingoldstraße 79 Lage           | 1734                                 | barocker Mansarddachbau, Fachwerk, teilweise verschiefert, bezeichnet 1734; ortsbildprägend                                                           | Fotos hochladen |
| Wohnhaus                       | Rheingoldstraße 85 Lage           | 17. Jahrhundert                      | barockes Fachwerkhaus, verputzt und verschiefert, im Kern wohl aus dem 17. Jahrhundert; straßenbildprägend                                            | BW              |
| Wohnhaus                       | Rheingoldstraße 96 Lage           | 1742                                 | barockes Fachwerkhaus, teilweise massiv, angeblich von 1742; straßenbildprägend                                                                       | BW              |
| Hofanlage                      | Rheingoldstraße 98 Lage           | spätes 18. Jahrhundert               | Hakenhof, spätes 18. Jahrhundert; barockes Fachwerkhaus                                                                                               | Fotos hochladen |
| Wohnhaus                       | Rheingoldstraße 99 Lage           | Mitte des 19. Jahrhunderts           | Fachwerkhaus mit Zierverschieferung, wohl aus der Mitte des 19. Jahrhunderts                                                                          | BW              |
| Hofanlage                      | Rheingoldstraße 100 Lage          | 1740                                 | Fachwerkhaus mit Kniestock, angeblich von 1740, wohl in der ersten Hälfte des 19. Jahrhunderts weitgehender Neubau; Ökonomieanbau mit Krüppelwalmdach | BW              |
| Wohnhaus                       | Rheingoldstraße 101 Lage          | 1749                                 | spätbarockes Fachwerkhaus, teilweise massiv, Mansarddach, bezeichnet 1749                                                                             | BW              |
| Hofanlage                      | Rheingoldstraße 104 Lage          | Mitte des 18. Jahrhunderts           | Hakenhof; barockes Fachwerkhaus, wohl nach der Mitte des 18. Jahrhunderts                                                                             | BW              |
| Wohnhaus                       | Rheingoldstraße 109 Lage          | frühes 18. Jahrhundert               | barockes Fachwerkhaus, frühes 18. Jahrhundert | BW              |
| Wohnhaus                       | Rheingoldstraße 113 Lage          | 1732                                 | barockes Fachwerkhaus, angeblich von 1732 | BW              |
| Wohnhaus                       | Rheingoldstraße 115 Lage          | um 1700                              | barockes Fachwerkhaus, teilweise verschiefert, wohl um 1700                                                                                           | BW              |
| Hofanlage                      | Rheingoldstraße 116 Lage          | späteres 18. Jahrhundert             | Hakenhof; spätbarockes Fachwerkhaus, späteres 18. Jahrhundert                                                                                         | BW              |
| Wohnhaus                       | Rheingoldstraße 117 Lage          | 1686                                 | barockes Fachwerkhaus, bezeichnet 1686 | BW              |
| Wohnhaus                       | Rheingoldstraße 119 Lage          | 18. Jahrhundert                      | barockes Fachwerkhaus, teilweise verschiefert, 18. Jahrhundert                                                                                        | BW              |
| Wohnhaus                       | Rheingoldstraße 131 Lage          | 18. Jahrhundert                      | barocker Mansarddachbau, Fachwerk verputzt, 18. Jahrhundert                                                                                           | BW              |
| Dorfschmiede                   | Rheingoldstraße 132 Lage          | um 1920                              | Putzbau mit Kniestock, um 1920 | BW              |
| Wohnhaus                       | Rheingoldstraße 141 Lage          | 1763                                 | spätbarockes Fachwerkhaus, angeblich von 1763 | BW              |
| Hofanlage                      | Rheingoldstraße 149 Lage          | 1587                                 | Fachwerkhaus, bezeichnet 1587, rückwärtig Fachwerkhaus, im Kern wohl aus dem 17. Jahrhundert; auf dem Vorplatz Brunnenhäuschen                        | BW              |
| Wohnhaus                       | Rheingoldstraße 153 Lage          | 1749                                 | barockes Fachwerkhaus, 1749 (?); straßenbildprägend                                                                                                   | BW              |
| Grabstein                      | Rheingoldstraße, bei Nr. 163 Lage | Mitte der 1920er Jahre               | Grabstein für russische Kriegsgefangene, expressionistische Motive, Mitte der 1920er Jahre                                                            | BW              |